# Drepanogynis itremo
Drepanogynis itremo är en fjärilsart som beskrevs av Pierre E.L. Viette 1974. Drepanogynis itremo ingår i släktet Drepanogynis och familjen mätare. Inga underarter finns listade i Catalogue of Life.